# Catuabine
 (novembre 2024).
La catuabine est un alcaloïde issu de la catuaba (une plante originaire du nord du Brésil). Ses dérivés A, B et C sont censés augmenter la libido en stimulant le système nerveux.

Catuabine A
Catuabine B
Catuabine C
Catuabine D